# São Rafael (distrito de São Paulo)
São Rafael es un distrito ubicado en la zona este de la ciudad de Sao Paulo, Brasil. Administrativamente pertenece a la subprefectura de São Mateus. 

## Distritos limítrofes
- São Mateus (noroeste).
- Iguatemi (noreste).
- Mauá (sur).